# Pardosa masurae
Pardosa masurae är en spindelart som beskrevs av Sergei L. Esyunin och Viktor E. Efimik 1998. Pardosa masurae ingår i släktet Pardosa och familjen vargspindlar. Inga underarter finns listade i Catalogue of Life.